# Tojtikilvitz
Tojtikilvitz es una localidad del municipio de Larráinzar ubicado en la región de Los Altos del estado mexicano de Chiapas.

## Geografía
La localidad de Tojtikilvitz se sitúa en las coordenadas geográficas 16°54′09″N 92°45′38″O / 16.902500, -92.760556, a una elevación de 2,025 metros sobre el nivel del mar.

## Demografía
Según el Censo de Población y Vivienda 2020, efectuado por el Instituto Nacional de Estadística y Geografía, la localidad de Tojtikilvitz tiene 157 habitantes, de los cuales 78 son del sexo masculino y 79 del sexo femenino. Su tasa de fecundidad es de 3.29 hijos por mujer y tiene 21 viviendas particulares habitadas.
| Gráfica de evolución demográfica de Tojtikilvitz entre 2005 y 2020 |
|                                                                    |
| INEGI.                                                             |